# Медаль Ісаака Ньютона
Медаль Ісаак Ньютона (англ. Isaac Newton Medal and Prize) — наукова нагорода Інституту фізики, яка вручається щорічно з 2008 року разом з премією у розмірі 1000£. Нагороду отримує фізик, не залежно від предметної сфери, досвіду чи національності, за визначний внесок у фізику. Лауреата запрошують дати лекцію в Інституті.

## Лауреати
- 2008 — Антон Цайлінґер[1]
- 2009 — Алан Гут [2]
- 2010 — Едвард Віттен[3]
- 2011 — Лео Каданов[4]
- 2012 — Мартін Ріс
- 2013 — Джон Пендрі
- 2014 — Дебора С. Джин
- 2015 — Елі Яблоновіч[en]
- 2016 — Томас Кіббл
- 2017 — Чарлз Беннет
- 2018 — Пол Коркум
- 2019 — Майкл Піппер[en]
- 2020 — Надер Енгета[en]
- 2021 — Девід Дойч
- 2022 — Маргарет Марнейн
- 2023 — Джеймс Бінні
- 2024 — Річард Френд[en]